# 貝貝拉蒂
貝貝拉蒂（法語：Bebérati）是中非共和國第三大城市，也是曼貝雷-卡代省的首府，位於該國西南部，毗鄰中非與喀麥隆接壤的邊界，海拔高度589米，市內有機場設施和醫院，2003年人口76,918。
4°16′N 15°47′E / 4.267°N 15.783°E